# Slalom (roller)

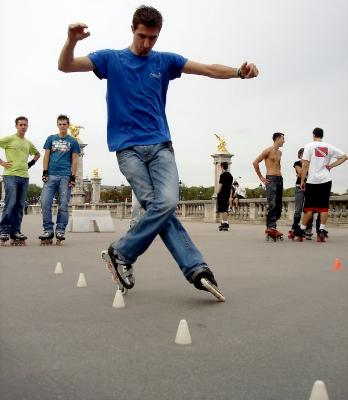
Franck Volpei, freestyle slalomeur en action aux Invalides, à Paris.

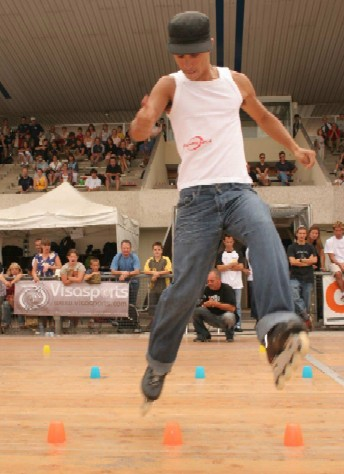
Vincent Vu van Kha, compétiteur dans une finale IFSA.

Le slalom est une spécialité du roller acrobatique selon l'appellation FFRS. Il existe sous forme de deux épreuves en compétition : le « freestyle slalom », et le « speed slalom », en roller in-line, avec trois ou quatre roues.
Une nouvelle discipline du freestyle slalom, sous forme de Battle, est apparue en 2007.
L'association internationale qui organise les championnats du monde de slalom s'appelle la World Slalom Skaters Association (WSSA) avec le soutien et l'accord de la Fédération internationale de roller sports.

## Slalom Figure  ou Freestyle Slalom « Classique »
Le slalom figure dit freestyle slalom ou parfois style slalom est une spécialité du roller freestyle (selon l'appellation FFRS actuelle) (spécialité du roller acrobatique selon l'ancienne appellation FFRS jusqu'en 2011), très artistique et agréable à voir. Elle a des règles bien précises en compétition : 
- Tout d'abord les plots utilisés doivent être au nombre de 54, divisés en 3 lignes. Une ligne avec 20 plots espacés entre eux de 50 cm, une deuxième ligne des 20 plots espacés de 80 cm, et une dernière de 14  (Depuis 2006, 20 auparavant) plots espacés de 120 cm. Les compétiteurs doivent choisir une musique et ont un temps de 01 minute 30 pour réaliser un enchaînement libre, avec pour seule contrainte de devoir passer sur chacune des 3 lignes
- Pour qu'une figure soit comptabilisée dans la note technique, elle doit être exécutée au minimum sur 4 plots. Les quatre juges donnent un score, en prenant en compte la technique, la fluidité, la beauté, le calage par rapport à la musique. Les figures qui ne sont pas faites sur quatre plots sont considérées comme des bonifications et font quand même gagner des points ; il existe toute sorte de bonifications, avec parfois des figures au sol, des sauts, des grands écarts
- Les figures peuvent se faire en avant, en arrière, sur le côté ; elles peuvent être assises ou debout ; sur la roue avant (toe wheeling), la roue arrière (heel wheeling) ou sur les quatre roues ;

Si l'on voit beaucoup ce sport se pratiquer de manière sauvage, à Paris notamment (il peut s'observer au Trocadéro, aux Invalides, à Notre-Dame, place du Palais-Royal, ou encore sur le parvis de la Défense), il se développe de plus en plus en club, dans la capitale et en province, avec la mise en place de sections roller acrobatique, en particulier pour les catégories jeunesse.

### Les Champions de Slalom Figure ou Freestyle Slalom « Classique»
Champions du Monde :
- 2003 (mixte) IFSA : Ekatarina Voronicheva (Russie)
- 2004 (hommes, femmes) IFSA : Olivier Herrero (France), Chloe Seyres (France)
- 2005 (hommes, femmes) IFSA : Dmitry Milokhin (Russie), Fanny Violeau (France)
- 2006 (hommes, femmes) IFSA : Igor Cheremetieff (France), Chloe Seyres (France)
- 2007 (hommes, femmes) IFSA : Luca Ulivieri (Italie), Caroline Lejeune (France)
- 2008 (hommes, femmes) IFSA : Robin Tessier (France), Caroline Lejeune (France)
- 2009 (hommes, femmes) IFSA : Robin Tessier (France), Marina Boyko (Ukraine)
- 2009 (hommes, femmes) WSSA : Bao Hui Fa (Chine), Chen Chen (Chine)
- 2010 (hommes, femmes) WSSA : Li Jin Xi (Chine), Chen Chen (Chine)
- 2011 (hommes, femmes) WSSA : Kim Sung-Jin (Corée du Sud), Chen Chen (Chine)
- 2012 (hommes, femmes) WSSA : Kim Sung-Jin (Corée du Sud), Su Fei Qian (Chine)
- 2013 (hommes, femmes) WSSA : Lee Choong-Goon (Corée du Sud), Su Fei Qian (Chine)
- 2014 (hommes, femmes) WSSA : Sergei Timchenko (Russie), Daria Kuznetsova (Russie)
- 2015 (hommes, femmes) WSSA : Sergei Timchenko (Russie), Su Fei Qian (Chine)

Coupe du Monde :
- World Cup 2004 IFSA : Vincent Vu Van Kha (France) - Olivier Herrero (France) (ex aequo), Chloe Seyres (France)
- World Cup 2005 IFSA : Vincent Vu Van Kha (France), Ekatarina Dikushina (Russie)
- World Cup 2006 IFSA : Guillaume Barbaz (France), Chloe Seyres (France)
- World Cup 2007 IFSA : Vincent Vu Van Kha (France), Caroline Lejeune (France)
- World Cup 2008 IFSA : Robin Tessier (France), Caroline Lejeune (France)
- World Cup 2009 IFSA : Robin Tessier (France), Caroline Lejeune (France)

Champions d'Europe : 
- 2010 (hommes, femmes) WSSA : Tiziano Ferrari (Italie), Chloé Seyrès (France)
- 2011 (hommes, femmes) WSSA : Jon Larrucea (Espagne), Polina Semenova (Russie)
- 2012 (hommes, femmes) WSSA : Romain Lebois (France), Daria Kuznetsova (Russie)
- 2013 (hommes, femmes) WSSA : Romain Lebois (France), Daria Kuznetsova (Russie)
- 2014 (hommes, femmes) WSSA : Sergey Timchenko (Russie), Daria Kuznetsova (Russie)
- 2015 (hommes, femmes) WSSA/CERS : Sergey Timchenko (Russie), Daria Kuznetsova (Russie)

N°1 mondiaux WSSA :
- Martin Sloboda (Allemagne) : août 2009 à août 2010
- Igor Cheremetieff (France) : janvier-février 2008 ; mai 2008 à février 2009
- Guo Fang (Chine) : mars 2009 à juillet 2009
- Kim Sung Jin (Corée du Sud) : mars-avril 2008 ; septembre 2010
- Chloé Seyrès (France) : janvier 2008 à août 2008 ; mars 2009 à février 2010 ; avril 2010 à août 2010
- Chen Chen (Chine) : septembre 2008 à février 2009 ; Mars 2010
- Marina Boyko (Ukraine) : septembre 2010

Source : Classement mondial WSSA

## Slalom vitesse
Le slalom vitesse dit speed slalom roller est une spécialité appartenant au roller acrobatique. Elle consiste à slalomer le plus vite possible une série de 20 plots écartés de 80 centimètres avec la figure de son choix (généralement la figure d'un pied en marche avant est utilisée). La mesure des temps s'effectue différemment en Europe : 

- Du premier au dernier plot (Les meilleurs compétiteurs s'approchent des deux secondes)
- Depuis la ligne de départ jusqu'au dernier plot (Le record du monde est détenu par Yohan Fort avec 4,796 s (départ starter) et 4,490 s (départ libre). Champion du monde 2007  (IFSA) ; 2008 (IFSA) ; 2009 (IFSA) ; 2010 (WSSA) ; 2011 (WSSA).

En compétition les temps sont chronométrés avec des cellules très précises (précision au centième ou au millième de seconde)

### Historique du speed slalom en France
- speed slalom old school :

Le speed slalom a très longtemps été pratiqué en descente, principalement au Trocadéro et à La Défense durant les années 1980 à 2000. 
Des plots de chantiers étaient utilisés, placés à un espace variable compris entre 1,20 m et 1,60 m. Les patineurs étaient à l'origine en quads.
- speed slalom new school :

Cette discipline se pratique maintenant sur un espace plat, et suivant des règles strictes. Les patineurs ont des rollers en ligne.
Les plots de chantier ont été remplacés par des plots plus petits, et l'espace entre eux s'est réduit : 
- avant 1998 : 150 cm
- 2002 : 100 cm
- depuis 2003 : 80 cm

### Les Champions de Speed Slalom
Champions du Monde :
- 2003 (hommes, femmes) IFSA : Romain Chambord (France), Séverine Thomas (France)
- 2004 (hommes, femmes) IFSA : Sebastien Laffargue (France), Ekatarina Dikushina (Russie)
- 2005 (hommes, femmes) IFSA : Kirill Ryazantsev (Russie), Séverine Thomas (France)
- 2006 (hommes, femmes) IFSA : Romain Chambord (France), Ekatarina Dikushina (Russie)
- 2007 (hommes, femmes) IFSA : Yohan Fort (France), Sarah Veronese (Italie)
- 2008 (hommes, femmes) IFSA : Yohan Fort (France), Sarah Veronese (Italie)
- 2009 (hommes, femmes) IFSA : Yohan Fort (France), Sarah Veronese (Italie)
- 2009 (hommes, femmes)WSSA : Guo Fang (Chine), Séverine Christ-Thomas (France)
- 2010 (hommes, femmes)WSSA : Yohan Fort (France), Barbara Bossi (Italie)
- 2011 (hommes, femmes)WSSA : Yohan Fort (France), Barbara Bossi (Italie)

Coupe du Monde :
- World Cup 2004 IFSA : Sebastien Laffargue (France), Sara Barlocco (Italie)
- World Cup 2005 IFSA : Sebastien Laffargue (France), Séverine Thomas (France)
- World Cup 2006 IFSA : Romain Chambord (France), Ekatarina Dikushina (Russie)
- World Cup 2007 IFSA : Yohan Fort (France), Sarah Veronese (Italie)
- World Cup 2008 IFSA : Yohan Fort (France), Sarah Veronese (Italie)
- World Cup 2009 IFSA : Yohan Fort (France), Sarah Veronese (Italie)

Champions d'Europe WSSA :
- 2009 (hommes, femmes) : Tiziano Ferrari (Italie), Ekaterina Surmach (Russie)
- 2010 (hommes, femmes) : Yohan Fort (France), Clémence Guicheteau (France)
- 2011 (hommes, femmes) : Yohan Fort (France), Clémence Guicheteau (France)
- 2012 (hommes, femmes) : Yohan Fort (France), Cristina Rotunno (Italie)

Numéros 1 mondiaux WSSA : 
Hommes :
- Tiziano Ferrari (Italie) : mars 2009 à septembre 2010
- Lan Wang Heng (Chine) : avril 2008 ; septembre 2008 à février 2009
- Guo Fang (Chine) : mai 2008 à août 2008
- Yohan Fort (France) : janvier 2008 à février 2008
- Sébastien Laffargue (France) : mars 2008

Femmes :
- Chloé Seyrès (France) : janvier 2008 à août 2010
- Barbara Bossi (Italie) : septembre 2010

## Freestyle Slalom Battle
Le Battle est une spécialité du Freestyle Slalom apparue en 2007. Inspiré des Battle de Hip-Hop, il consiste en une confrontation directe entre les compétiteurs répartis dans des groupes (de 2 à 4 concurrents par groupe), le but étant de réaliser devant un jury d'experts, un maximum de figures pouvant être très techniques tout en conservant style et aisance. Lors du passage d'un groupe de Battle, chaque concurrent dispose d'un nombre de passages (ou runs) prédéfinis, chaque passage ayant une durée de 30 secondes. Une dernière figure, appelée Last Trick peut être ajoutée à la fin du groupe de battle.
Lorsque tous les concurrents ont effectué le même nombre de passages définis avant le début de la compétition, le jury se réunit pour délibérer et désigner le ou les concurrents qualifiés pour le tour suivant. La finale opposera les 2 ou 4 meilleurs slalomeurs de la journée. 

### Les Champions de Freestyle Slalom Battle
Champions du Monde WSSA :

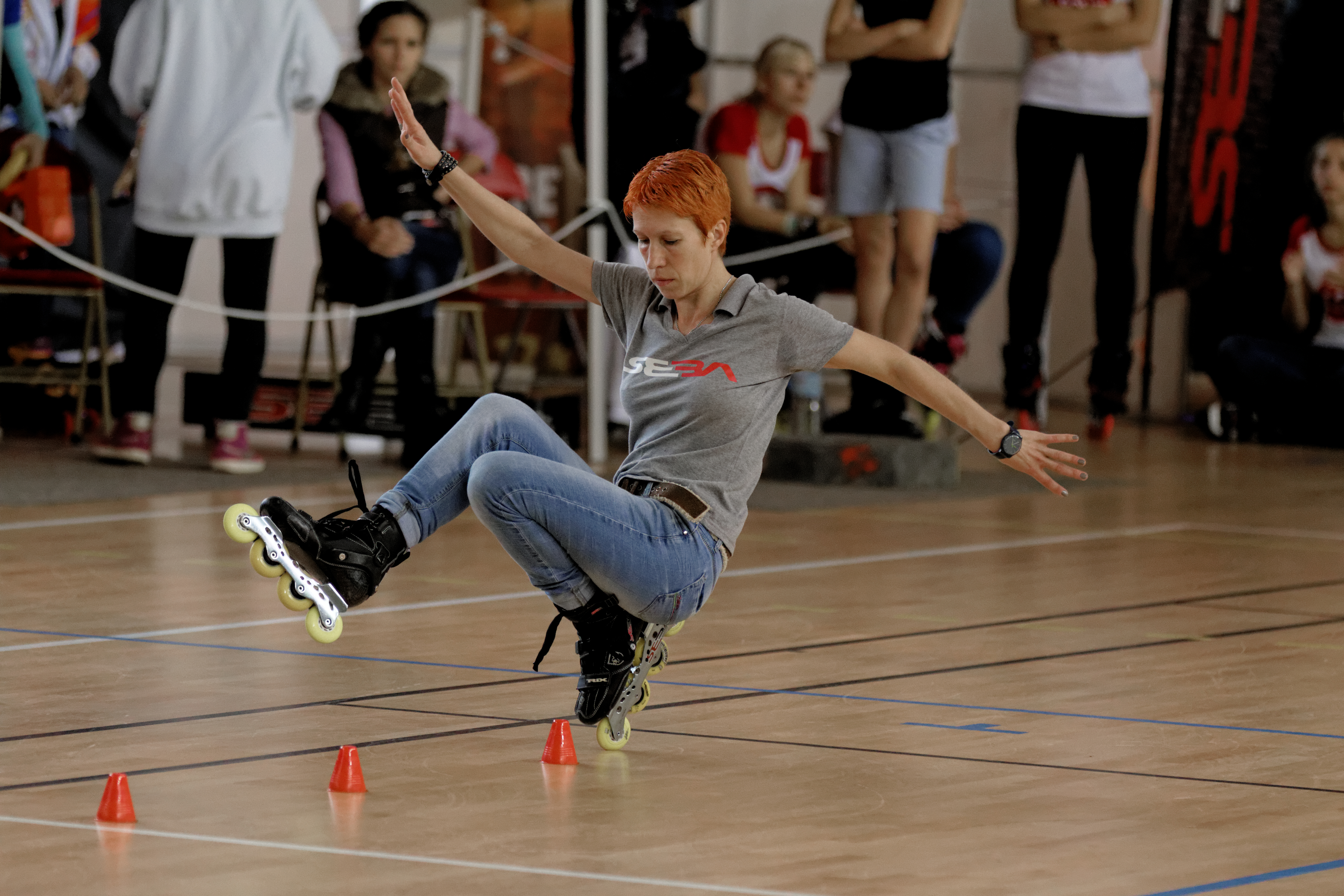
Marina Boyko lors des championnats du monde de roller freestyle 2014.

- 2008 (hommes, femmes) : Lan Wang Heng (Chine), Chloé Seyrès (France)
- 2009 (hommes, femmes) : Lan Wang Heng (Chine), Chen Chen (Chine)
- 2010 (hommes, femmes) : Pu Hao Yang (Chine), Marina Boyko (Ukraine)
- 2011 (hommes, femmes) : Pu Hao Yang (Chine), Su Fei Qian (Chine)

Champions d'Europe WSSA :
- 2009 (hommes, femmes) : Martin Sloboda (Allemagne), Chloé Seyrès (France)
- 2010 (hommes, femmes) : Martin Sloboda (Allemagne), Chloé Seyrès (France)
- 2011 (hommes, femmes) : Jon Larrucea (Espagne), Polina Semenova (Russie)

Numéros un mondiaux :
Hommes :
- Martin Sloboda (Allemagne) : août 2009 à août 2010
- Igor Cheremetieff (France) : janvier-février 2008 ; mai 2008 à février 2009
- Guo Fang (Chine) : mars 2009 à juillet 2009
- Kim Sung Jin (Corée du Sud) : mars-Avril 2008 ; septembre 2010

Femmes :
- Chloé Seyrès (France) : janvier 2008 à août 2008 ; Mars 2009 à février 2010 ; avril 2010 à août 2010
- Chen Chen (Chine) : septembre 2008 à février 2009 ; Mars 2010
- Marina Boyko (Ukraine) : septembre 2010

### Principales compétitions Freestyle Slalom Battle
- Russie : Battle Moscow (Moscou)
- Chine : Beijing Slalom Open (Pékin)
- France : Paris Slalom World Cup (Paris)
- Allemagne : Inline Games  (Hanovre)
- Corée du Sud : Leisure Games (Chuncheon)
- Chine : World Slalom Champ. (Shanghai)

La liste complète des compétitions de Freestyle Slalom Battle est disponible sur le site World Slalom Series